# 伊雷妮·莫纳科
伊雷妮·莫纳科（義大利語：Irene Monaco，1940年10月7日—），意大利女子击剑、射箭、田径、游泳、乒乓球运动员。她曾代表意大利参加1964年、1968年、1980年和1984年夏季残疾人奥林匹克运动会，获得三枚金牌、一枚银牌和六枚铜牌。